# Samuel Aldegheri
Samuel Aldegheri (Verona, 19 settembre 2001) è un giocatore di baseball italiano, lanciatore per i Los Angeles Angels.
Ha debuttato nella Major League Baseball il 30 agosto 2024 contro i Seattle Mariners. È il primo lanciatore italiano a debuttare nel maggior campionato del baseball statunitense.

## Carriera
Aldegheri, cresciuto nelle giovanili del San Martino Junior B.S, ha giocato nei Dynos Verona B.S e successivamente con il Verona Baseball, per poi passare al Parma Clima della Lega Italiana Baseball nel 2019 e nel 2020. Nel luglio 2019 ha firmato con i Philadelphia Phillies come free agent internazionale. Ha fatto il suo debutto professionistico nel 2021 nella squadra Rookie-level Florida Complex League Phillies prima di essere promosso ai Low-A Clearwater Threshers. Il 20 agosto è stato inserito nella lista degli infortunati a causa di un infortunio al gomito sinistro, perdendo il resto della stagione e una parte della stagione successiva, che ha trascorso esclusivamente nella Florida Complex League.
Aldegheri è tornato ai Clearwater per l'inizio della stagione 2023 prima di essere promosso agli High-A Jersey Shore BlueClaws il 3 agosto. Dopo la fine della stagione 2023, il suo controllo è stato classificato come il migliore nel sistema giovanile dei Phillies da Baseball America. Aldegheri è tornato a Jersey Shore per l'inizio della stagione 2024.
Il 27 luglio 2024, i Phillies cedettero Aldegheri e George Klassen ai Los Angeles Angels in cambio di Carlos Estévez.
Il 29 agosto 2024 gli Angels lo convocarono per la prima volta nella Major League. Il giorno successivo, 30 agosto 2024, esordisce in MLB, diventando il primo lanciatore nato e cresciuto in Italia a lanciare in una partita del massimo campionato americano, nonostante altri giocatori nati in Italia avessero già militato nelle Major League, come Marino Pieretti.